# 33. хрватска дивизија НОВЈ
Тридесеттрећа хрватска (мославачка) дивизија НОВЈ формирана је по наређењу Врховног штаба НОВ и ПОЈ 19. јануара 1944. године у Копривници од Прве и Друге (мославачке) бригаде, јачине 1665 бораца. Под њеном командом били су до 14. марта Бјеловарски и Мославачки партизански одред. Била је у саставу Десетог корпуса НОВЈ и дејствовала у подручју Хрватског загорја, Калника и Мославине.

## Борбени пут дивизије
Водила је борбе против Немаца, усташа и домобрана, повремено нападала непријатељева упоришта и рушила комуникације на правцима: Дуго Село—Банова Јаруга, Дуго Село—Крижевци и Крижевци—Бјеловар. Њене јединице су 28. јануара заузеле Свети Иван Жабно, 30. јануара одбиле напад усташа код Грабровца и 31. јануара код Ровишћа; 31. јануара и 1. фебруара порушиле су пругу између Жабљака и Св. Ивана Жабно у дужини од око 15 км, телеграфско-телефонске стубове на целој релацији и три моста; 6. фебруара водиле су борбе код Великих Зденаца (близу Дарувара), 20. фебруара код Дапца, 25, фебруара код Липовца; 26. фебруара напале из заседе немачку колону код Српске Капеле, а 14. марта између Херцеговца и Ладислава домобране; 4. марта су код Ровишћа уништиле композицију транспортног воза, обуставиле саобраћај 50 часова 18. марта водиле су борбу код Бршљанице и Рогоже, а 22. марта код Ладислава. Крајем марта њена Друга бригада упућена је у рејон Оборово—Пресека да прихвати оружје и материјал који је пристизао из Баније. Она је код Оборова 29. марта нападнута и опкољена од јаких немачких и домобранских снага. После тешке борбе и уз велике губитке, бригада се пробила у Мославину.
Док је њена Прва бригада водила борбе у Хрватском загорју и Калнику од априла до средине маја 1944, Друга бригада је дејствовала у Мославини и западном делу Билогоре. Дивизија је 1. маја безуспешно напала Св. Иван Жабно и 7. маја Ровишће. Њене јединице учествовале су у нападу на Клоштар Иванић 15. маја и Нарту 25. маја. Оне су 10. јуна између Иванић Града и Пречеца порушиле пругу, 12. јуна између Врбовца и Градеца, а 21. јуна између Иванић Града и Стринеца, 15. јуна одбиле су напад Немаца, усташа и домобрана у близини Ладислава, и 17. јуна код Великог и Малог Пашијана, Зденчаца, Велике и Мале Млинске. После тродневних борби са деловима Прве козачке коњичке дивизије и домобранске Прве горске пуковније, 33. дивизија се 24. јуна повукла у правцу Билогоре. Од 27. јуна до 2. јула са 32. и 28. ударном дивизијом одбила је напад усташко-домобранских снага на Калнику и Подравини.
У јулу и августу њене јединице срушиле су железничку пругу Крижевци—Дуго Село и Крижевци—Бјеловар; 21/22. јула водиле су борбе код Клоштар Иванића, а 23. августа код Иванске; 10. августа ослободиле су Дубровчак и Махово. У Поповцу (код Чазме) формирана је 25. септембра бригада „Милош Обилић“ (касније названа „Никола Демоња“), као њена Трећа бригада. Од септембра до краја децембра 1944. дејствовала је у Подравини и бјеловарском округу. У Подравској операцији 5. октобра ослободила је Клоштар (код Вировитице), ноћу 11/12. октобра Новиград Подравски, 8. октобра одбила напад усташа код Клоштра, док је ноћу 30/31. октобра напала немачку посаду у Шумећанима. Трећег новембра напала је и разбила делове Петог усташког здруга код Боровљана и ослободила Хлебине, 6. новембра водила борбе код Св. Ивана Жабно, 7/8. новембра заузела Брцковљане, Божјаковину и Доњи и Горњи Градец, 13/14. новембра Шумећане, 16. новембра Петеранец, 20. новембра Марчу, 2. децембра Доњи Гудовац и Велико Кореново, а 7/8. децембра Батину и Хусаин. Дивизија је 7/8, 16/17. и 18/19. новембра порушила пругу Банова Јаруга—Дуго Село и Св. Иван Жабно—Крижевци 29/30. новембра. Крајем децембра имала је 4034 борца, наоружана са 1693 пушке, 247 аутомата, 180 пушкомитраљеза, 15 минобацача, 7 противтенковских пушака и 14 бацача „Џон Бул”.
У јануару 1945. у одбрани Вировитичког мостобрана држала је сектор села Седларица, Брзаја, Вукосављевица, Мали Грђевац; фебруара је дејствовала око Дарувара и Гарешнице (коју је ослободила 27. фебруара), од 8. до 17. марта у Мославини и на подручју Бјеловара у одбијању напада немачких и усташко-домобранских снага на слободну територију, 18. марта ослободила је Томаш, а 22. марта одбила напад непријатељевих снага код Великог Грђевца, Павловца и Велике Јасеноваче. После успешних борби против усташа и домобрана код Паланцана 28. марта, Јакшића 17. априла и Међурића 19/20. априла, 33. дивизија учествовала је у борбама за коначно ослобођење Мославине и Билогоре.